# Mona Juul
Mona Juul (20 de setembro de 1967, em Aarhus) é uma política dinamarquesa, membro do Folketing pelo Partido Popular Conservador. Ela foi eleita para o parlamento nas eleições legislativas dinamarquesas de 2019.

## Carreira política
Juul foi eleita para o parlamento na eleição de 2019, onde recebeu 3.846 votos.